# Cuma

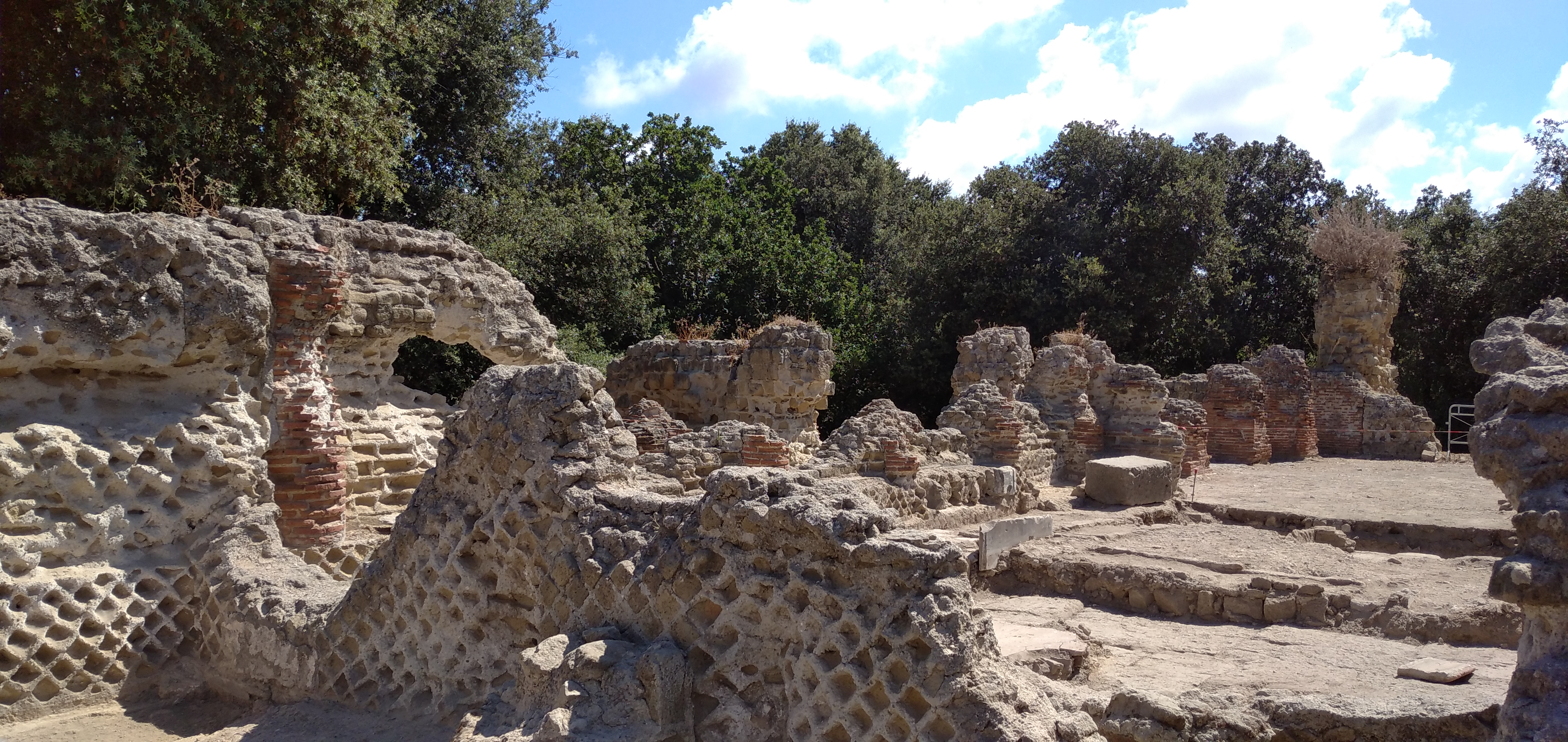
Il tempio di Giove

Cuma (in latino Cumae) è un sito archeologico della città metropolitana di Napoli, nel territorio del comune di Pozzuoli, localizzato nell'area vulcanica dei Campi Flegrei. Le varie campagne di scoperta hanno portato alla luce gli scavi archeologici di Cuma che rientrano nel Parco archeologico dei Campi Flegrei.
Il nome deriva dal nome greco Κύμη (Kýmē), che significa "onda", facendo riferimento alla forma della penisola sulla quale è ubicata. Nata da una colonia di Calcide, la polis in breve tempo crebbe, fondando essa stessa altre colonie (Partenope prima e Neapolis poi, Dicearchia, ecc.). Trionfante contro gli Etruschi, i Dauni e gli Aurunci, nella seconda metà del V secolo a.C. cadde sotto il dominio sannita. Fedele a Roma durante la seconda guerra punica, ottenne la cittadinanza prima della guerra marsica. L'imperatore Augusto vi dedusse una colonia militare.

## Geografia
La città di Cuma era interamente protesa verso l'acropoli, la parte alta di ogni città greca, posta in una posizione geografica molto favorevole, cioè su una collina e in prossimità del mare. Inoltre questa ospitava il tempio di Giove.

## Geologia
Il rilievo su cui si colloca l'acropoli di Cuma (h. 80 m s.l.m.) è costituito verso nord e verso est da lave trachitiche precalderiche associate a brecce e scorie riferibili al "Primo Periodo Flegreo" (datate fra i 42 000 e i 35 000 anni fa), mentre il suo nucleo e la sua parte orientale e meridionale è caratterizzata da tufi gialli postcalderici del "Secondo Periodo Flegreo" (datati 35 000-10 500 anni fa), resti del vulcano primordiale dei Campi Flegrei il cui cratere (avente un diametro di 15 chilometri circa ed epicentro Pozzuoli) è costituito dai monti di Licola - San Severino, dalla dorsale settentrionale di Quarto, dalla collina dei Camaldoli, dalla collina di Posillipo, e dal Monte di Procida.

## Storia

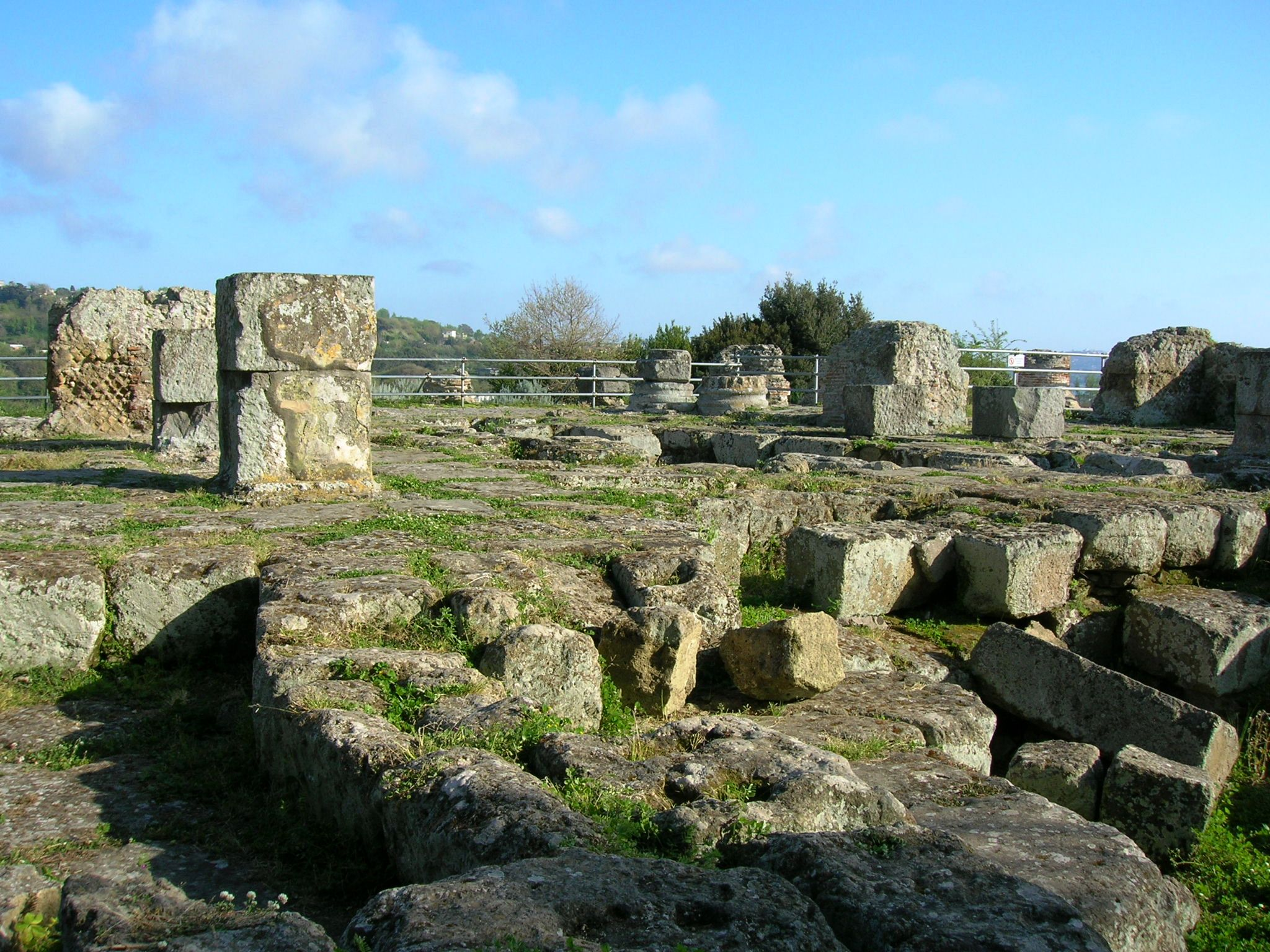
Il tempio di Apollo

Il territorio dove sorse questa colonia greca fu abitato fin dall'età preistorica e protostorica. Fra tutte le colonie elleniche della Magna Grecia, Cuma posta sul litorale campano di fronte all'isola d'Ischia, era una delle più antiche e più lontane dalla madrepatria.
La città, come testimoniano le più recenti scoperte archeologiche dell'Università degli Studi di Napoli "L'Orientale", è stata fondata circa nel 750 a.C.
Secondo la leggenda, i fondatori di Cuma furono gli Eubei di Calcide, che sotto la guida di Ippocle di Cuma (è dibattuto se si sia trattato di Cuma euboica o di Cuma eolica) e Megastene di Calcide, scelsero di approdare in quel punto della costa perché attratti dal volo di una colomba o secondo altri da un fragore di cembali.
Tali fondatori trovarono un terreno particolarmente fertile ai margini della pianura campana. 
Pur continuando le loro tradizioni marinare e commerciali, i coloni di Cuma rafforzarono il loro potere politico ed economico proprio sullo sfruttamento della terra ed estesero il loro territorio contro le mire dei popoli confinanti.
Cuma fu la colonia che diffuse in Italia la cultura greca, diffondendo l'alfabeto Calcidese, che venne assimilato e fatto proprio dagli Etruschi e dai Latini.
Intimamente legato a Cuma è il mito della Sibilla Cumana. 
Già dal terzo libro dell'Eneide è scritto che Enea, se vorrà finalmente trovare la terra destinata al suo popolo dagli dei, dovrà recarsi ad interrogare l'oracolo di Cuma (Eneide, III, 440-452).
Attualmente l'antro della Sibilla costituisce un'attrazione turistica di notevole interesse.
Tante furono le battaglie che i Cumani combatterono per difendere la propria terra dagli attacchi degli Etruschi di Capua, degli Aurunci e dalle popolazioni interne della Campania. 

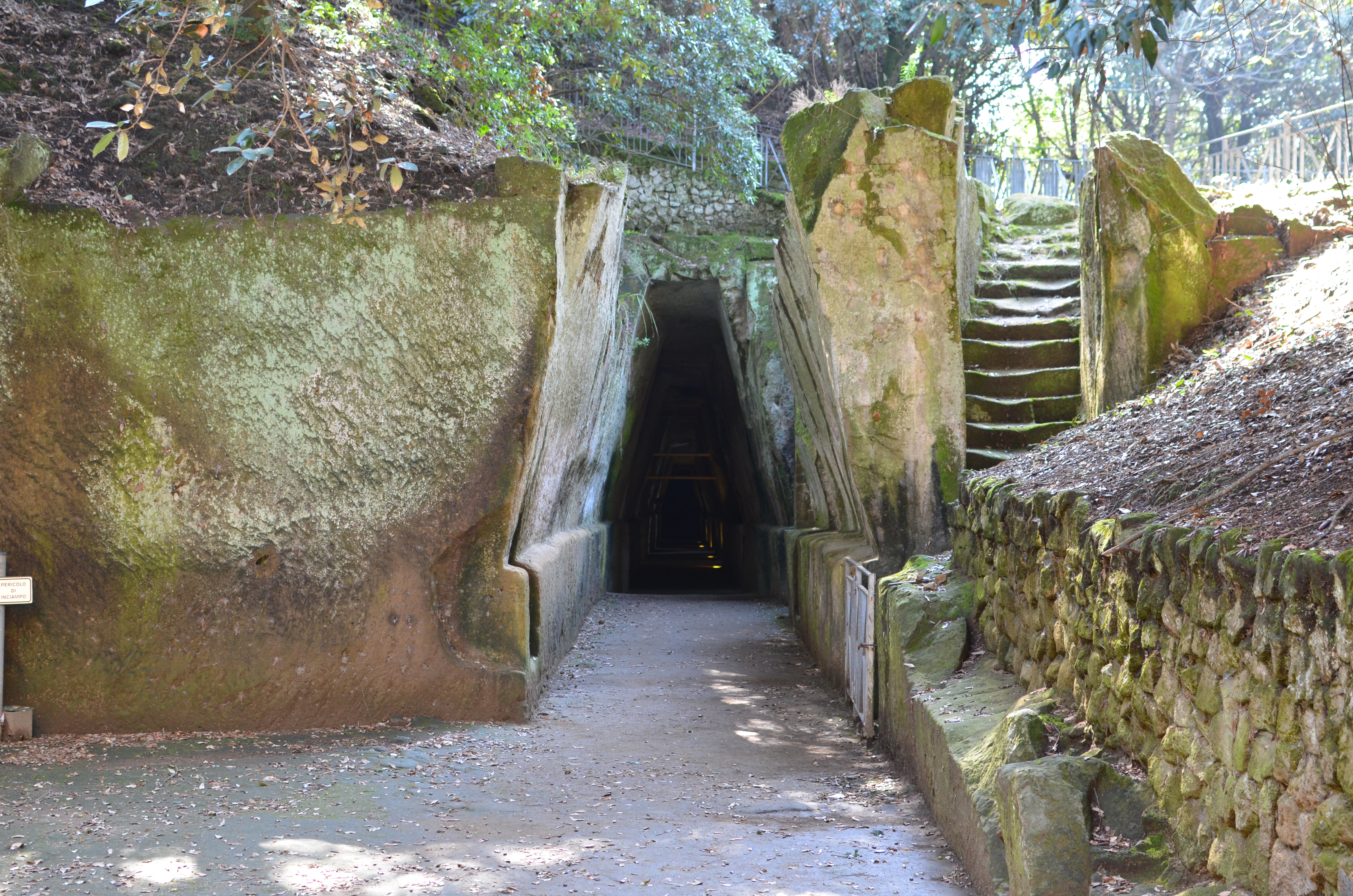
L'antro della Sibilla cumana

Col passare del tempo, Cuma stabilì il suo predominio su quasi tutto il litorale campano fino a Punta Campanella, raggiungendo il massimo della sua potenza.
La riscossa dei popoli confinanti, però non si lasciò attendere a lungo, infatti nel 524 a.C. gli Etruschi di Capua formarono una lega con altre popolazioni, per conquistare Cuma ed espandersi sia territorialmente che commercialmente. Lo scontro si risolse favorevolmente per i Cumani, grazie anche all'abilità strategica del futuro tiranno Aristodemo, detto Malakos, ossia l'effeminato.
Dopo questa battaglia ne seguirono altre due vittoriose per i Cumani, una prima accanto ai Latini nella Battaglia di Aricia contro gli Etruschi ed una seconda nel 474 a.C. al fianco dei Siracusani i quali avevano inviato la loro flotta sempre contro gli Etruschi, riuscendo definitivamente a cacciarli dalla Campania. Scontro ricordato come battaglia di Cuma.
Le gloriose vittorie della colonia ne avevano accresciuto il prestigio, tanto che a quanto riferisce Diodoro Siculo, col nome di 'campagna di Cuma' si soleva indicare tutta la regione dei Campi Flegrei.
La fortuna di Cuma tuttavia non resisté a lungo poiché, intorno al 421 a.C., soccombette all'avanzata dei Campani che la conquistarono.
Tarquinio il Superbo, l'ultimo re di Roma, visse gli ultimi anni della sua vita in esilio a Cuma dopo l'instaurazione della Repubblica romana.
Nella conquista romana della Campania, a Cuma fu data (nel 334 a.C.) la civitas sine suffragio e quando, oltre un secolo dopo, Annibale tentò in ogni modo di conquistarla insieme a Puteoli, essa gli si oppose risolutamente infliggendo, presso Hamae (che alcuni studiosi identificano nei dintorni dell'attuale Torre di Santa Chiara, mentre altri più al nord, verso il Volturno) una dura sconfitta alle truppe di Capua che si allearono coi Cartaginesi (215 a.C.).

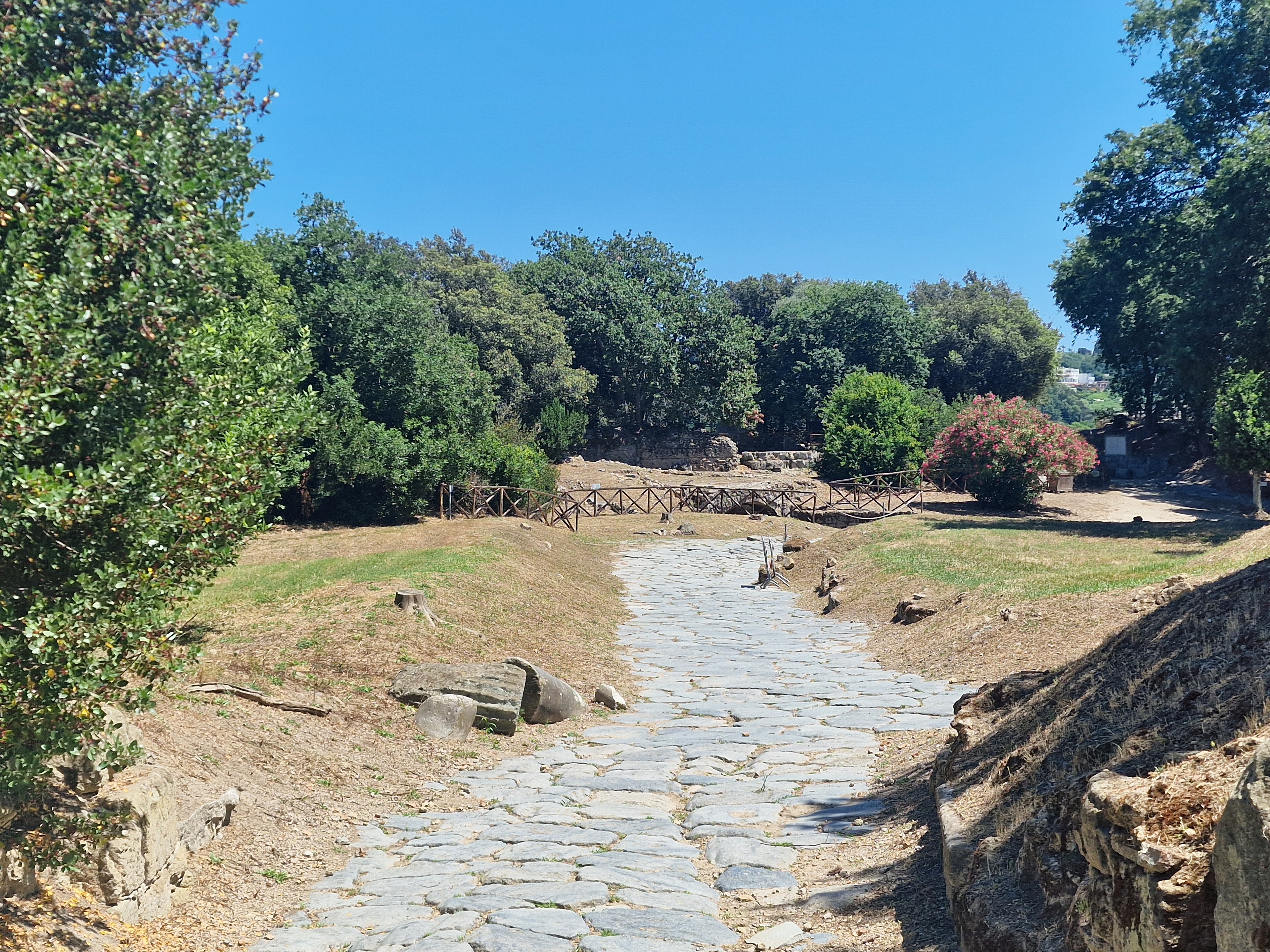
La via Sacra

Da allora Cuma si servì della lingua latina nei suoi atti ufficiali e fu fedele alleata di Roma di cui diventò municipium. Sempre nel 215 a.C., ai 300 cavalieri campani che avevano compiuto il servizio militare in Italia e si erano recati a Roma, venne concessa la cittadinanza romana e vennero iscritti nel municipio di Cuma.
In quel periodo la Campania era in pieno sviluppo economico e Cuma, che da un lato godeva di un'ottima posizione strategica per le azioni militari, dall'altro soffriva per la difficile comunicazione commerciale dovuta alla presenza della Silva Gallinaria e degli acquitrini da cui era circondata.
Durante le guerre civili Cuma fu una delle più valide roccaforti che Ottaviano oppose a Sesto Pompeo, ma dopo la vittoria di Ottaviano, essa diventò posto di riposo e di quiete, un rifugio dalla vita tempestosa ed agitata di Puteoli, città tanto tranquilla che Giovenale, nella III satira, non può fare a meno di invidiare ad un suo amico.
In seguito divenne uno dei maggiori centri del Cristianesimo campano e baluardo di civiltà. 
È anche il posto dove, secondo la tradizione, fu ispirato da una visione Il Pastore di Hermas, uno dei primi scritti cristiani.
Durante la guerra tra Goti e Bizantini, Cuma fu a lungo teatro di alterne vicende della lotta. Cadde sotto il potere dei Bizantini e nel 558 d.C. fu fortificata dal prefetto della flotta Flavio Nonio Erasto, finché, dopo l'invasione longobarda, fu governata prima dal Ducato di Benevento e poi dai Duchi di Napoli (717).
Le scorrerie dei Saraceni le diedero il colpo di grazia. Insediati sull'acropoli dove potevano trovare un rifugio sicuro nelle gallerie del monte, i pirati seminarono a lungo il terrore nel golfo di Napoli, finché i Napoletani nel 1207 sotto il comando di Goffredo di Montefuscolo, riuscirono a porre fine alle razzie e alle incursioni, stanando i Saraceni nei loro covi, liberando così il golfo. Con questo pretesto, che probabilmente nascondeva interessi politici, la città fu distrutta. Numerosi cumani fuggiaschi trovarono ospitalità a Giugliano, insieme con il Clero ed il Capitolo Cattedrale, trasferendovi anche il culto di San Massimo e Santa Giuliana.

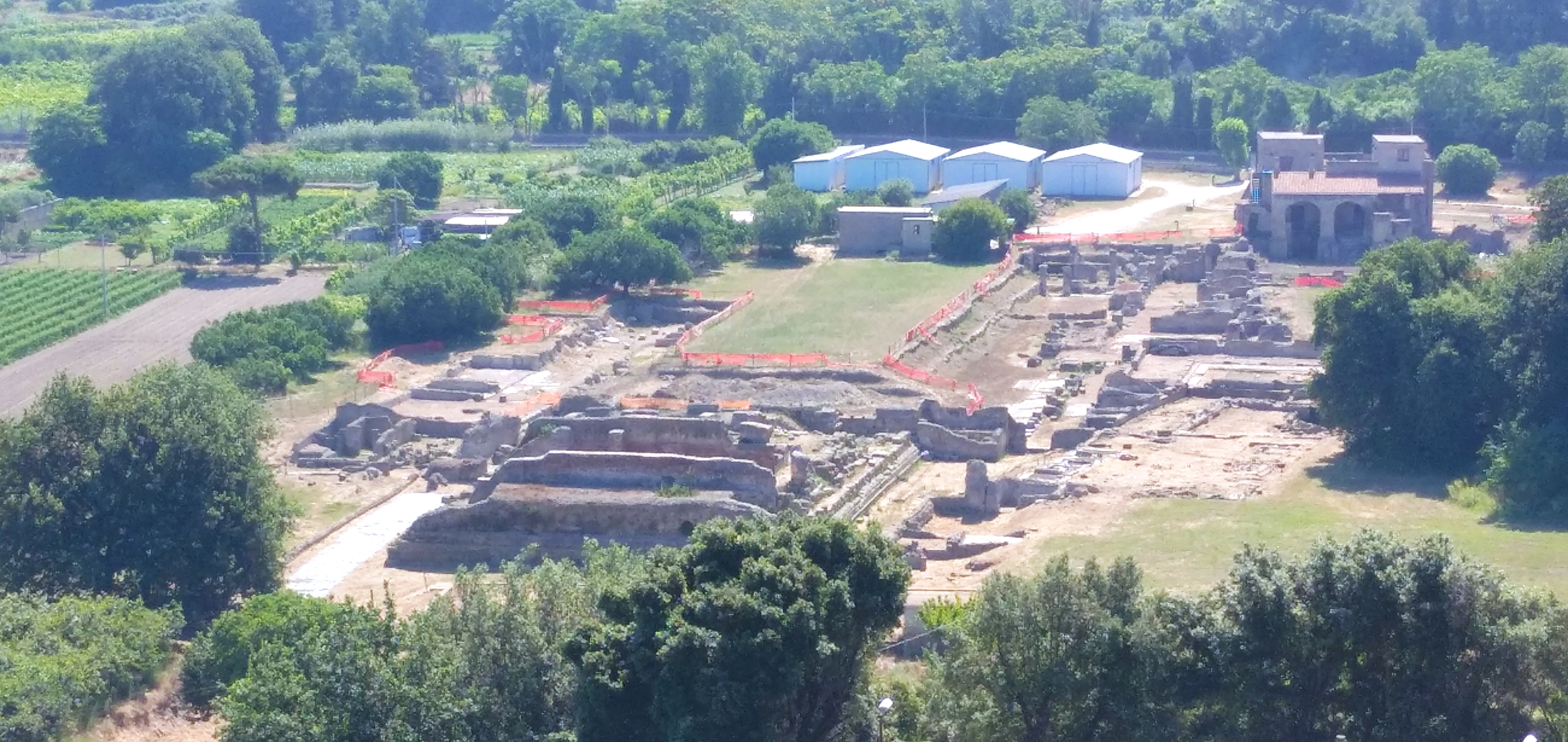
Gli scavi nella città bassa (2021)

Da quel momento Cuma fu pressoché disabitata, l'interramento delle acque del Clanis e del Volturno fece in modo che la città ed il suo territorio, soprattutto nella parte bassa, diventassero una zona paludosa. Il litorale fu infine bonificato con la costruzione dei Regi Lagni, nella prima metà del XVII secolo, durante il predominio spagnolo in Italia, con il viceré di Napoli Pedro Fernández de Castro, sotto la direzione dell'architetto Domenico Fontana; infatti il Clanis, che in antico sfociava nel Lago di Patria, fu irregimentato e portato a sfociare 9 km più a nord, a Pinetamare).
Durante la seconda guerra mondiale fu sfruttata per la sua posizione strategica e usata come bunker per l'utilizzo di cannoni.

## Galleria d'immagini

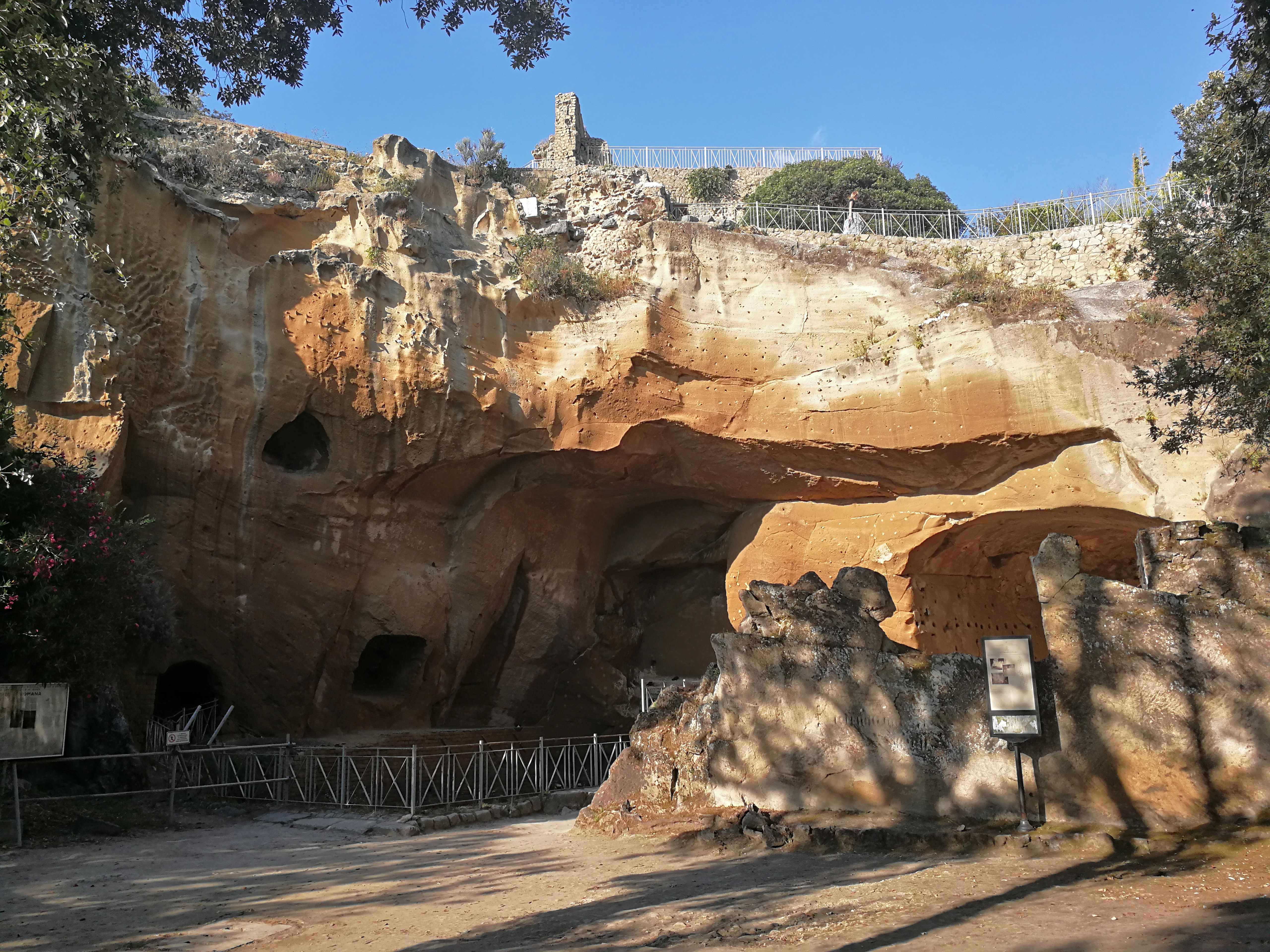
Accesso al sito archeologico
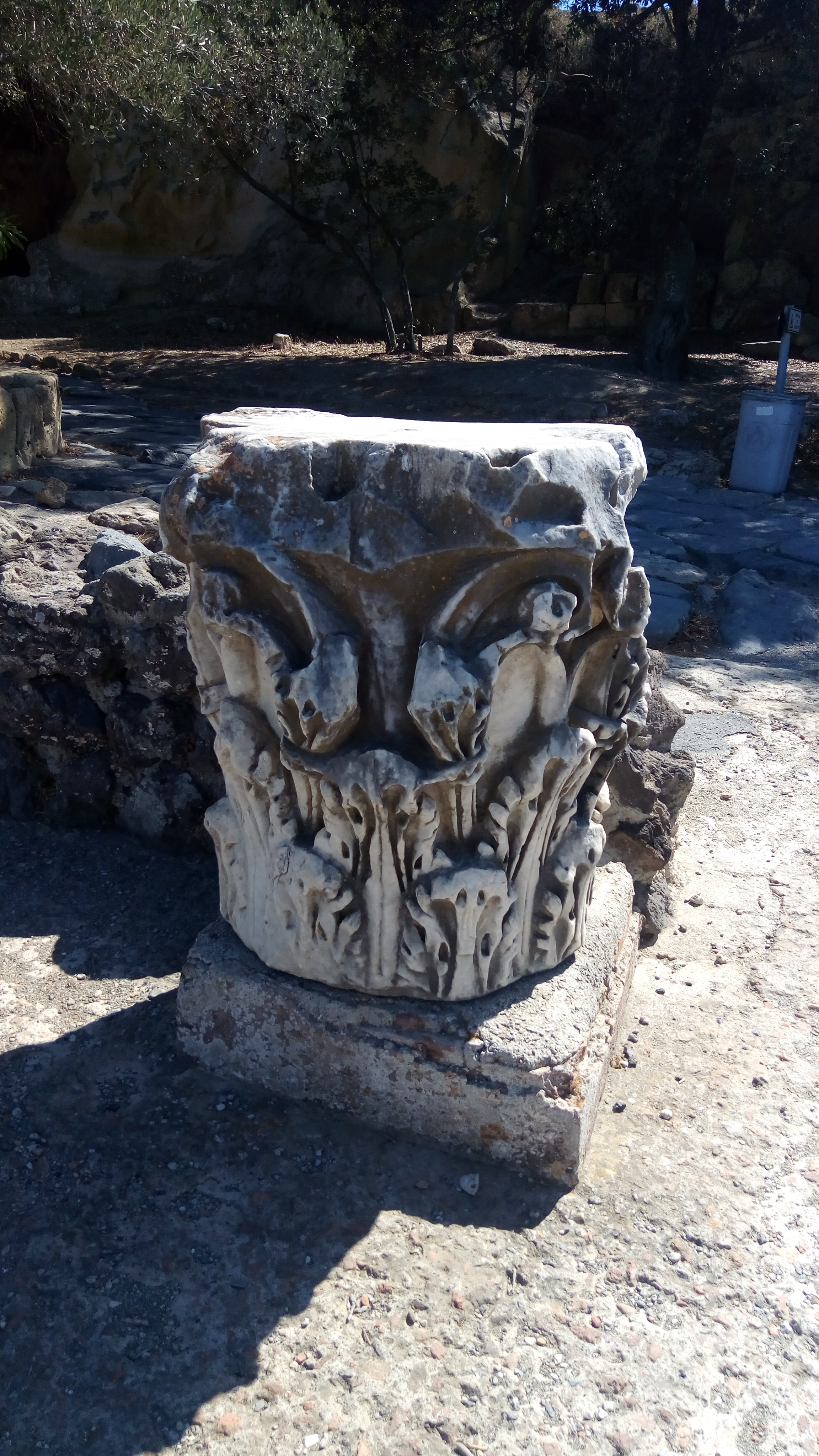
Resti di capitello
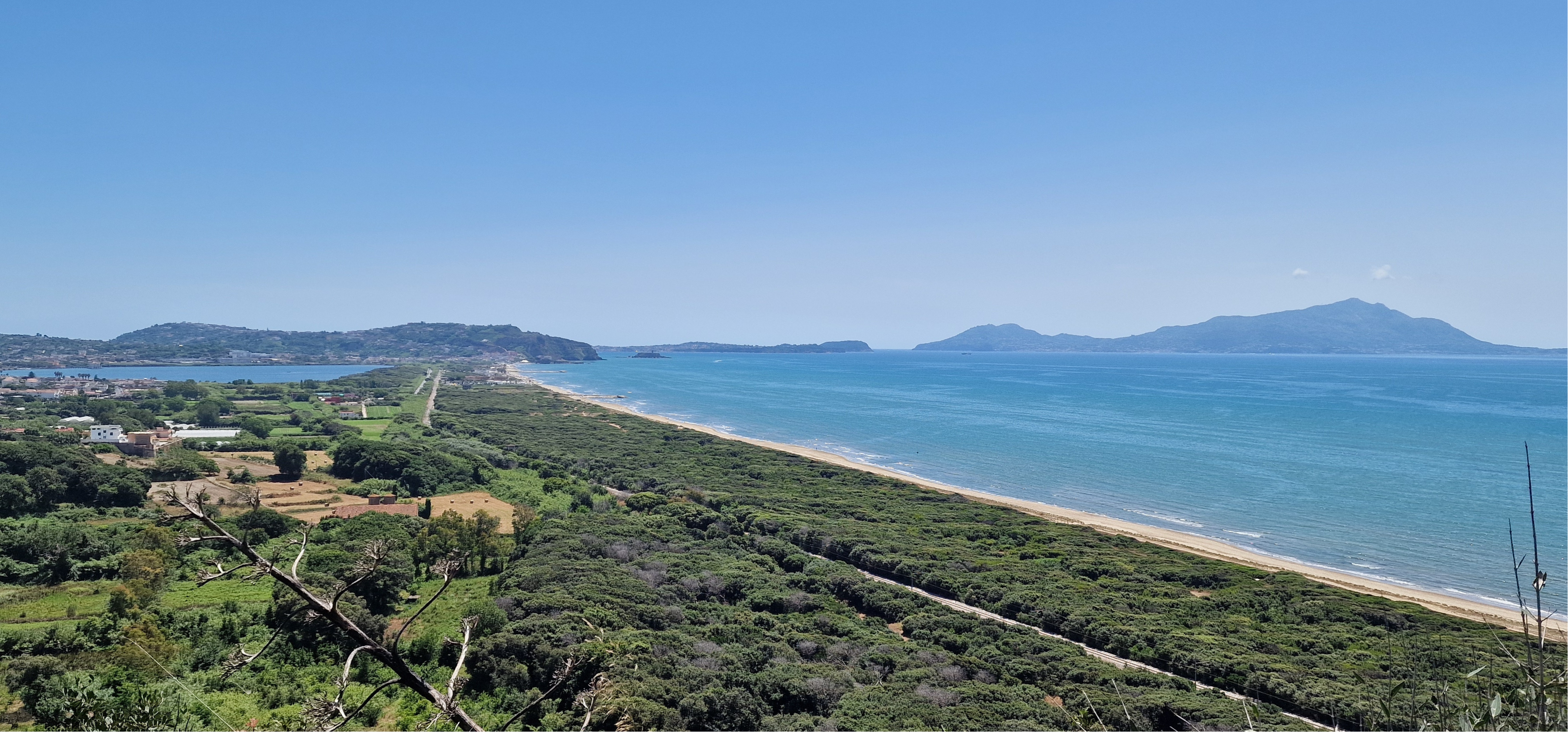
Litorale di Cuma visto dal tempio di Giove
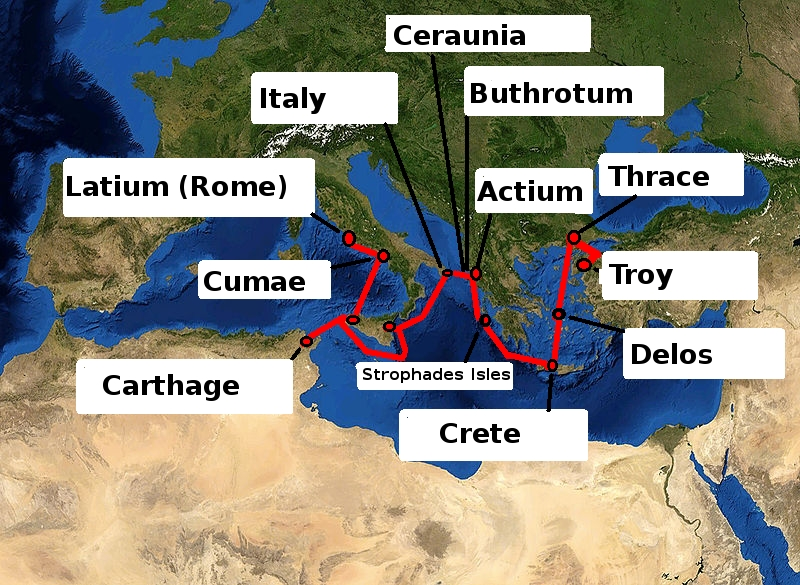
Il percorso dell'eroe leggendario Enea nel poema epico L'Eneide, con le principali città e isole, mentre viaggiava da Troia, verso sud e verso ovest, fino a Cartagine e poi a Roma
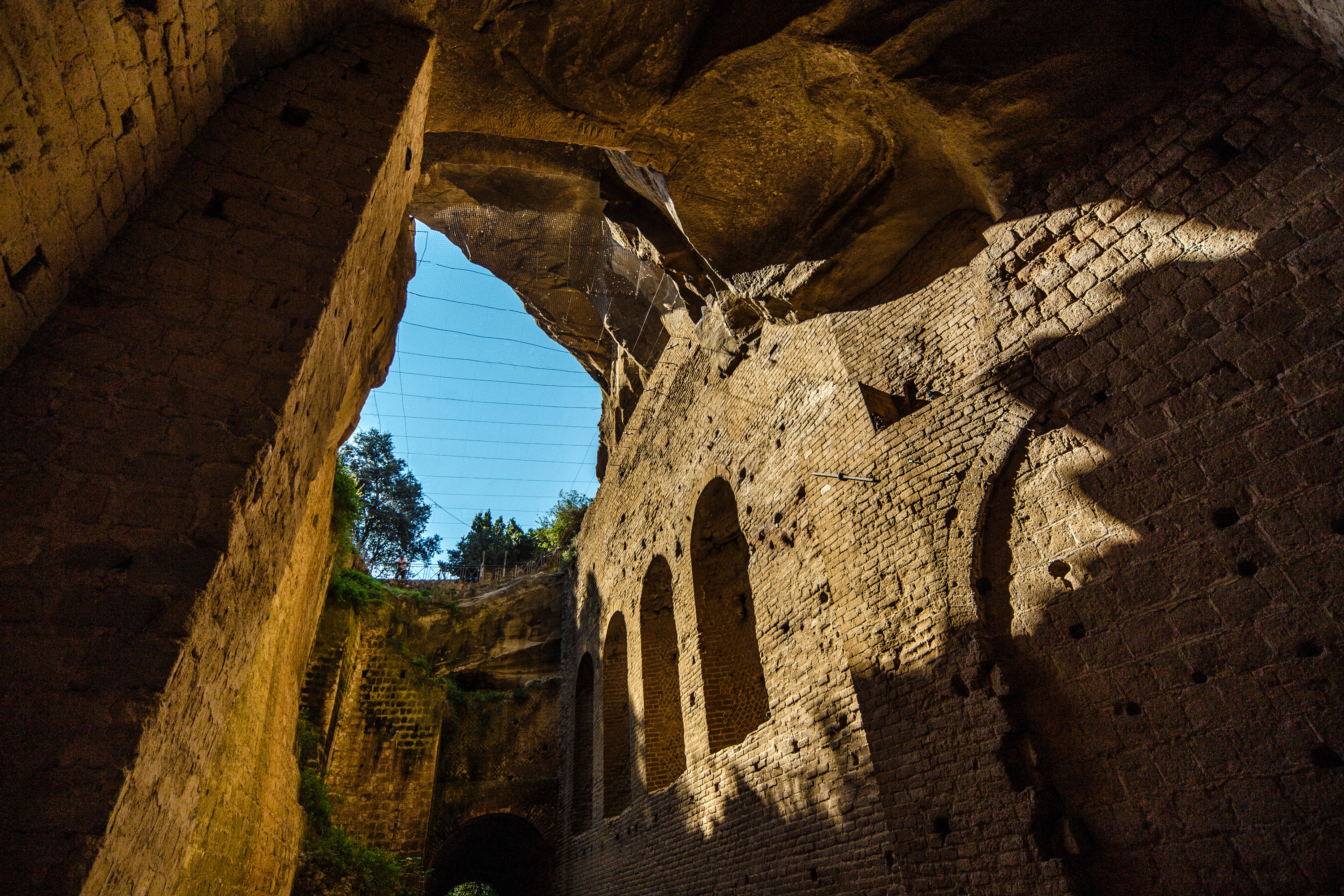
Crypta romana
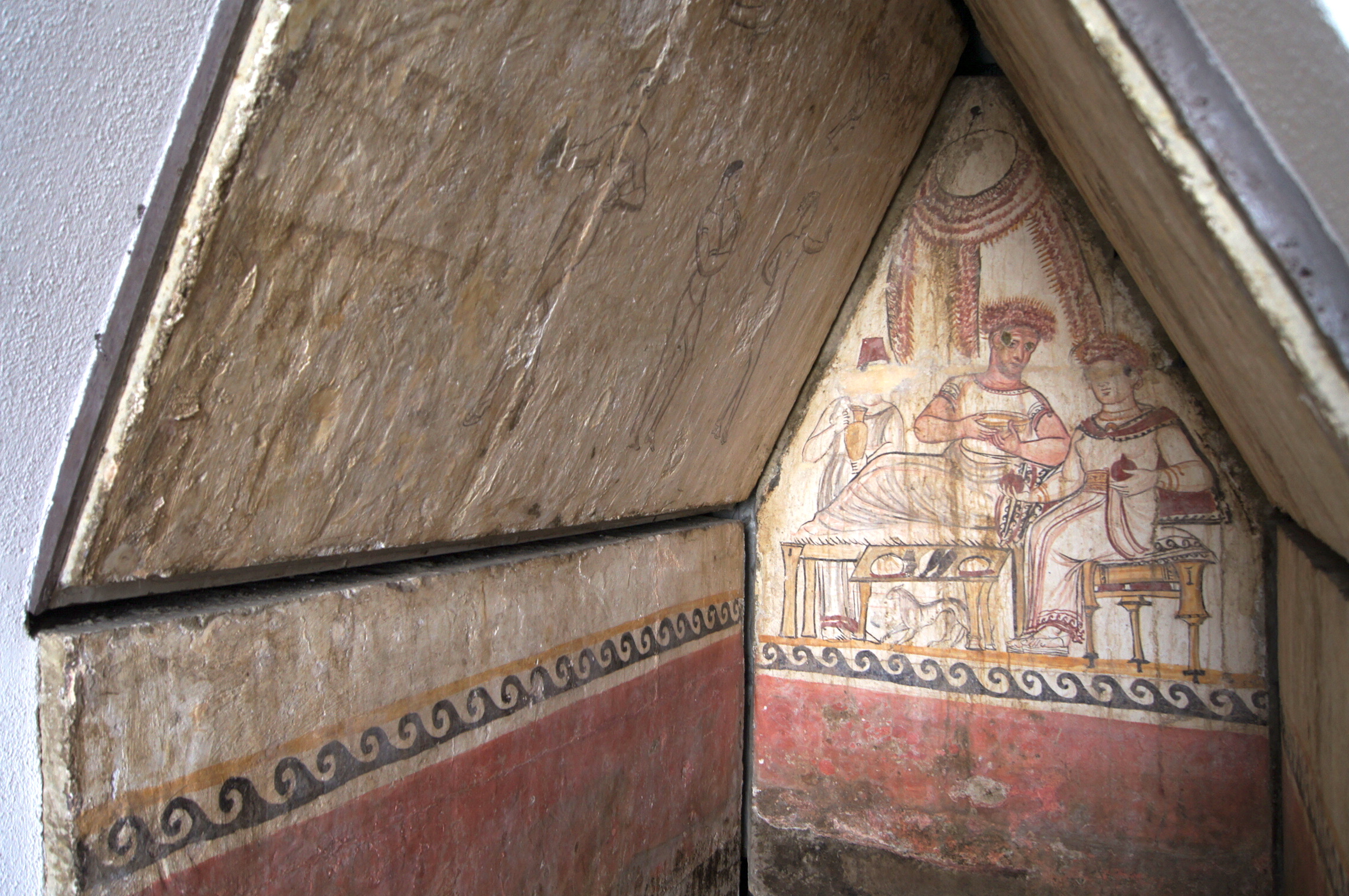
Tomba del II secolo a.C. scoperta a Cuma nel 2004 e oggi esposta nel Museo archeologico dei Campi Flegrei